# Enter the Gungeon
Enter the Gungeon – gra video wyprodukowana przez studio Dodge Roll oraz wydana przez Devolver Digital w 2016 r. Reprezentuje gatunki Bullet Hell oraz roguelike.

## Rozgrywka
Rozgrywka toczy się w świecie nazwanym Gungeon, który w warstwie wizualnej, zarówno w kontekście projektu poziomów oraz przeciwników, a także swą nazwą odwołuje się do tematyki broni palnej. Głównym celem rozgrywki jest przemierzanie generowanych losowo lochów, w celu odnalezienia naboju, który „może zabić przeszłość” oraz pokonanie jej przez każdą z postaci.
Gracz od początku może prowadzić rozgrywkę jedną z czterech postaci: Żołnierzem, Skazaną, Łowczynią lub Pilotem. Gra umożliwia pokonywanie kolejnych pięter samotnie lub w trybie współpracy wraz z innym graczem. Steruje on wtedy dodatkową, ukrytą w trybie gry jednoosobowej postacią – Kultystką. Każda z postaci posiada inny zestaw broni i przedmiotów startowych. Dodatkowo w ramach progresu istnieje możliwość odblokowania cztery innych, grywalnych postaci, jakimi są Nabój, Paradoks, Robot i Rewolwerowiec.
W standardowej rozgrywce należy pokonać pięć poziomów, zwanych w grze piętrami. Każde z nich składa się z około dwudziestu pokoi. Dane piętro zostaje ukończone po pokonaniu bossa strzegącego windy, która przenosi gracza na kolejny poziom. Układ przeciwników, pokoi, nagród oraz bossów jest generowany losowo. Wyjątek stanowi ostatnie, V piętro, na którego końcu zawsze należy pokonać tego samego bossa.
Każde z pięter ma stanowić dla gracza coraz większe wyzwanie. Spowodowane jest to m.in.: pojawianiem się coraz trudniejszych przeciwników czy też większej ilością pułapek. Aby sprostać temu wyzwaniu, do dyspozycji gracza oddano szeroki zakres uzbrojenia, zarówno tego konwencjonalnego, np.: AK-47 czy też „egzotycznego” w swym wyglądzie, jak i działaniu, np.: róg jednorożca czy ul. Ekwipunek jak i broń może zostać zdobyta przez gracza poprzez otwieranie skrzyń, dokonanie zakupu u sprzedawców, w ramach nagrody po pokonaniu bossów lub poprzez udział w losowo generowanych w grze eventach.
Podobnie jak inne gry typu roguelike, Enter the Gungeon posiada system tzw. permanentnej śmierci. Oznacza to, że jeśli gracz umrze, traci cały ekwipunek, który zdobył podczas rozgrywki i musi zacząć ją od nowa na pierwszym piętrze. Twórcy umożliwi jednak graczom zapisanie swojego progresu na końcu każdego piętra i późniejszego powrotu do rozgrywki.
W miarę jak gracz przechodzi przez kolejne rozgrywki, może napotkać postacie niezależne (NPC) w Gungeon. Najczęściej pełnią rolę sprzedawców lub aktywują określone eventy. Część z nich występuje jedynie w lokalizacji startowej, zwanej Wyłomem, gdzie zlecają nam określone zadania albo wpływają na jakość, jak i trudność rozgrywki. W Wyłomie gracz może również u innych NPC odblokować nowe przedmioty, które będzie mógł spotkać podczas przemierzania lochów. Taka akcja wymaga od gracza wydania tzw. kredytów, które gracz uzyskuje m.in.: po pokonaniu każdego z bossów.

## Sequel i spin-off
19 września 2019 r. został wydany sequel gry o nazwie Exit the Gungeon. Początkowo był on przeznaczony na systemy IOS, lecz później został udostępniony na inne platformy. Podczas gdy Enter the Gungeon wymaga od gracza przejścia na jak najniższe piętro, Exit the Gungeon wymaga od gracza ucieczki ze świata Gungeon, gdy ten zaczyna się zapadać. Spin-off o nazwie Enter the Gungeon: House of the Gundead został wydany w 2022 r.